# Sanguisorba dodecandra
Sanguisorba dodecandra es una especie de planta  perteneciente a la familia de las rosáceas. Es originaria de Italia.

## Distribución
Esta especie es endémica de la región alpina de Italia, donde sólo se encuentra en el Orobic y los Alpes Réticos (región de Lombardía, en la provincia de Sondrio y provincia de Bérgamo). Sanguisorba dodecandra tiene una distribución discontinua, con lo que se restringe a algunos valles de la cadena Orobiana en los Alpes. En los Alpes Réticos esta especie se encuentra en dos lugares de cultivo pequeños.
Las mayores poblaciones se encuentran en la provincia de Sondrio, en algunos valles laterales de Valtellina.
Se estima que la especie está presente en alrededor de 20 localidades. Su extensión de presencia, medida por una base de datos GIS, es 1.100 kilómetros 2, mientras que el área de ocupación es de 516 kilómetros 2.

## Descripción
Es una planta perenne desnuda o escasamente pilosa  herbácea, alcanzando un tamaño de 100, rara vez de 50 a 150 centímetros de altura. Las hojas son pinnadas. La mayoría con 3-8 foliolos  de 60 a 100 milímetros de largo, elípticas, estrechadas en la base y la punta redondeada o puntiaguda. El margen de la hoja está serrado con 15-26 dientes. Las espigas de flores son de 50 a 80 milímetros de tamaño. Las flores son hermafroditas. Los sépalos de color verde claro. Los estambres con tres o cuatro veces la longitud de los sépalos. La planta tiene un olor agradable. El número de cromosomas es 2n = 56.
El período de floración se extiende de julio a septiembre.

## Taxonomía
Sanguisorba dodecandra fue descrita por Giuseppe Moretti  en el año 1833.
Etimología
Sanguisorba: nombre genérico que deriva, probablemente, de la palabra latina sanguis refiriéndose a la capacidad de esta planta para frenar la hemorragia.  
dodecandra: epíteto latino que significa "con doce estambres".